# Jade Ewen
Jade Louise Ewen (ur. 24 stycznia 1988 w Plaistow we wschodnim Londynie) – brytyjska piosenkarka i aktorka.
Reprezentantka Wielkiej Brytanii z utworem „It’s My Time” w finale 54. Konkursu Piosenki Eurowizji (2009). W latach 2009–2012 wokalistka zespołu Sugababes.

## Dyskografia
Single
- 2008: "Got You"
- 2009: "It’s My Time"
- 2009: "My Man"

## Filmografia
- 2003-2004: Klinika pod kangurem jako Aggie Thackery
- 2005: Mr Harvey Lights Candles jako Donna
- 2005: Na sygnale (gościnnie) jako Carrie Fletcher
- 2005: The Bill (gościnnie) jako Shanti Das
- 2009: Myths (gościnnie) jako Athene
- 2016: Triumf sprawiedliwości jako Lisa Durant